# Cellule électrochimique

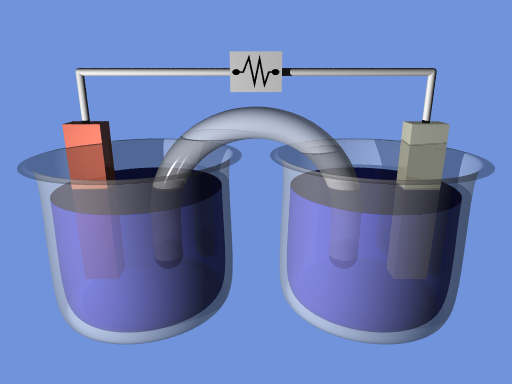
Une configuration de cellule électrochimique de démonstration ressemblant à la cellule Daniell. Les deux demi-cellules sont reliées par un pont salin portant des ions entre elles. Les électrons circulent dans le circuit externe.

Une cellule électrochimique est un dispositif capable de produire de l'énergie électrique à partir de réactions chimiques spontanées libérant de l'énergie, ou inversément d'utiliser de l'énergie électrique pour provoquer des réactions chimiques ne survenant pas spontanément et nécessitant un apport externe d'énergie. Les cellules électrochimiques qui produisent spontanément un courant électrique sont appelées cellules voltaïques ou galvaniques et celles qui fournissent de l'énergie aux réactions chimiques non-spontanées (électrolyse), sont dites cellules électrolytiques,. Un exemple courant de cellule galvanique est une pile électrique non rechargeable de 1,5 volt. Le terme pile désignait à l'origine un empilement de disques de métaux différents tel que réalisé par Volta, tandis que le terme batterie servait initialement à désigner un ensemble de piles cylindriques connectées entre elles et rappelant ainsi le groupe de canons utilisé dans les batteries d'artillerie. Une batterie d'accumulateurs se compose de plusieurs cellules, connectées en parallèle, en série, ou en série et parallèle.